# Valerio Negrini
Valerio Negrini (Bologna, 4 maggio 1946 – Trento, 3 gennaio 2013) è stato un paroliere e batterista italiano, noto per essere il fondatore nonché l'autore dei testi della maggior parte delle canzoni dei Pooh.

## Biografia
Figlio di un commerciante di dolciumi e di una casalinga, batterista - e talora voce solista - dei Pooh fino al 1971, dopo aver ceduto le bacchette e la batteria a Stefano D'Orazio si dedicò solo alla stesura dei testi delle canzoni, attività che aveva curato già dalla pubblicazione del primo album. Il suo partner più assiduo nella composizione è sempre stato Roby Facchinetti, in coppia con il quale compose alcune centinaia di canzoni di cui molte di successo. Fino al 2009 rimase noto come il quinto Pooh.
Era padre di tre figlie: Alice (1979), Linda (1990) e Ginevra (2006). Dal 1995 era sposato con Paola Racca. Si era dichiarato "ateo praticante".

### I primi anni
È considerato il fondatore del complesso: nel 1962 conosce Mauro Bertoli con cui forma i Jaguars, il primo nucleo di quello che nel 1966 diverrà il complesso dei Pooh. È tra i principali artefici dell'entrata nel complesso di Roby Facchinetti e Dodi Battaglia.
Dai primi tempi, Negrini è il batterista e paroliere del repertorio del gruppo. Sporadicamente, canta anche da solista: è suo il parlato di Opera prima; canta tra l'altro in La fata della luna, Tutto alle tre, Il primo e l'ultimo uomo. Gli album in cui si riconosce maggiormente il suo operato nell'organico del complesso sono Memorie e appunto Opera prima.
Nel 1969 scrive il suo primo testo fuori dai Pooh, Cade il mondo, per Don Miko, per il quale due anni dopo scriverà anche Susanna T.; inoltre collabora con Alberto Testa per Fatalità, su musica di Mario Robbiani, incisa da Anita Traversi.
Nel 1971, dopo l'incisione del 33 giri Opera prima, Negrini lascia il ruolo di batterista-cantante per rimanere comunque il quinto Pooh occulto. Una delle principali cause di questa defezione è probabilmente da ricercare nei rapporti difficili che intercorrono tra lui e il produttore Giancarlo Lucariello.

### Il lavoro come paroliere
Al momento in cui Negrini lascia l'organico si stabilisce che continuerà ad essere paroliere del complesso. A partire dal 1975 si divide il compito con Stefano D'Orazio, che l'ha sostituito alla batteria. Resta comunque l'autore di quasi tutti i singoli di maggior successo; partecipa alle registrazioni nelle canzoni L'anno il posto, l'ora e Rock'n'roll, sovrapponendo in sottofondo la sua voce alle strofe cantate da Dody.
Dal momento che i Pooh iniziano ad autoprodursi (1976), il controllo di Giancarlo Lucariello viene meno, sicché i testi di Valerio Negrini cambiano radicalmente e tornano ad orientarsi liberamente in diverse direzioni. È tra l'altro sua l'idea di intitolare il famoso album Poohlover in questa maniera.
In parte lontano da sale di incisione e tour, Negrini approfitta del tempo libero per dedicarsi a numerosi viaggi; ed è proprio questa sorta di esperienza a fungere da spunto di ispirazione per i testi di canzoni dei Pooh come Lettera da Marienbad, Solo cari ricordi, Orient Express, Air India, Fotografie e Dall'altra parte.
Nel 1977 insieme a Dodi Battaglia, Roby Facchinetti e Stefano D'Orazio incide un 45 giri con lo pseudonimo di Mediterraneo System. Le due canzoni (nelle quali Valerio Negrini è voce principale), benché semisconosciute, sono di fatto brani dei Pooh. Per l'occasione il 45 giri viene distribuito alle radio. Esso comprende i pezzi Ci pensi? e Mezzanotte a maggio. Il primo trova spazio su un'antologia ufficiale della CGD.
Negli anni ottanta Valerio scrive tra l'altro i testi per i dischi solisti di Roby Facchinetti e Dodi Battaglia.
Nel 1990 scriverà 8 canzoni su 10 dell'album Uomini soli dei Pooh, che a fine anno, grazie al traino del singolo omonimo vincitore di San Remo, risulterà il sesto LP più venduto in Italia. 
Tra i testi creati per altri artisti si ricordano in questa sede Un sogno tutto mio (su musica di Guido Maria Ferilli, che Caterina Caselli presenta al Festivalbar 1973), Piano...piano ed E poi sì per Genova & Steffan, Canzone sincera e Le cose che vanno lontano di Marco Armani, Ce la fai di Miguel Bosé, sette canzoni dell'album Finardi di Eugenio Finardi,   Sto con te e Mi sveglio e mi rivoglio per Anna Rusticano, Hey città e Park Hotel degli "Everest" dei quali è anche produttore. Le canzoni Innamoratevi come me e Uomini addosso, entrambe scritte su musica di Facchinetti, vengono presentate da Lena Biolcati e Milva, rispettivamente, al Festival di Sanremo 1985 e 1993. Nel 1991 firma con Roby Facchinetti i brani Sotto il vulcano e Amici per Marcella Bella. 
Nel 1992 accompagna i Pooh in tour suonando i vecchi brani del complesso nel finale del concerto. In occasione del venticinquesimo anniversario del complesso (sempre nel '91) pubblica il volumetto Le guerre poohike nel quale espone la biografia del gruppo secondo la sua prospettiva, inclusi alcuni conflitti. Nel 1993, a quasi vent'anni dalla sua ultima partecipazione vocale in una canzone, torna a cantare insieme a Roby Facchinetti in Facciamo una canzone, brano incluso nell'album solista di Facchinetti Fai col cuore. 
Nel 1997 partecipa ad alcune puntate del quiz televisivo Tira & Molla assieme alla moglie.

### Ultimo periodo
A partire dalla fine degli anni novanta, il contributo di Valerio Negrini alla stesura dei testi viene sensibilmente ridimensionato a favore di quello di Stefano D'Orazio, nonostante il lavoro di Negrini come paroliere venga da alcuni ritenuto uno dei pochi elementi veramente insostituibili nel profilo dei Pooh. Nel momento in cui Stefano lascia il complesso (2009) segue comunque una fase di riorientamento nell'organico tale per cui i Pooh, nel loro ultimo album di inediti (Dove comincia il sole) tornano a pubblicare canzoni con testi firmati esclusivamente da Negrini. 
L'artista muore il 3 gennaio 2013 a Trento, a causa di un infarto. Il 7 gennaio viene allestita, al Teatro della Luna di Assago, la camera ardente aperta al pubblico; alla cerimonia privata sono presenti, tra gli altri, i Pooh e D'Orazio.

### Dopo la morte
Il gruppo, dal canto suo, decide di continuare insieme l'attività artistica. Di fatto, questo significherà una rinuncia alla pubblicazione di nuovi album di inediti.
Dal 2016, in occasione del cinquantennale del gruppo, si propone invece una reunion dei tre Pooh con Riccardo Fogli e Stefano D'Orazio.
A Negrini, dopo la morte, vengono dedicate diverse pubblicazioni dei vecchi compagni di scuderia e di altri artisti:
- Poeta e Vale, due pezzi strumentali rispettivamente dagli album solisti Ma che vita la mia di Facchinetti e Dov'è andata la musica di Battaglia;
- il brano inedito di Facchinetti L'ultima parola, con testo di Stefano D'Orazio, ma che viene inciso anche in versione strumentale.
- La raccolta dal vivo ...Non c'è mai un addio - Valerio Negrini di Dodi, dedicata ai testi di Valerio.
- Inoltre, l'album antologico Pooh Box contiene l'inserto chiamato Voci per Valerio, con testi di Negrini recitati da famose voci dello spettacolo.

Alcuni testi di Negrini vengono pubblicati postumi: 
- L'album di Facchinetti Ma che vita la mia, del 2014, contiene otto testi di Negrini, scritte appositamente per quel progetto, in lavorazione al momento della sua morte.
- Anche nell'album del duo Roby Facchinetti/Riccardo Fogli intitolato Insieme, del 2017, si ritrovano testi di Negrini, in questo caso quattro.
- Nel 2020 la cantante italiana Benedetta Grazzini pubblica il singolo Io sogno, il cui testo è scritto da Valerio Negrini
- Nel 2020, la raccolta dei Pooh Le canzoni della nostra storia include il brano Meno male, un provino inedito inciso tra il 1970 e il 1971 per la realizzazione della canzone che in seguito sarebbe diventata Tanta voglia di lei, sempre con testo di Negrini.
- Tra il 2023 ed il 2024 i Pooh ripubblicano gli album in edizioni esclusive: Parsifal, Opera prima e Alessandra. Alcune edizioni riportano dei provini con testi, in toto oppure parzialmente, inediti.
- Nel 2025 Roby Facchinetti pubblica in doppio album l'opera rock Parsifal - L'uomo delle stelle, contenente un testo postumo di Negrini